# 過電圧
過電圧（かでんあつ、overpotential、overvoltage）とは、化学用語の1つで、電気化学反応において、熱力学的に求められる反応の理論電位（平衡電極電位）と、実際に反応が進行するときの電極の電位との差のことである。電気技術では、単に電池内部で生じる電圧降下のことである。
同様の概念として電気化学的分極があるが、過電圧は、電極での反応が1種類の場合、単純電極における電気化学的分極の大きさと言うことができる。
例えば、水と酸素の酸化還元反応（{\displaystyle {\ce {O2 + 4e- + 4H+ <=> 2H2O}}}）は、電極の電位が+1.23V（vs. SHE）となるところで平衡となる。したがって、電極の電位が+1.23Vより低ければ酸素が還元されて水が生成し、電極の電位が+1.23Vよりも高ければ水が酸化されて酸素が生成するはずである。実際には、反応をある程度の速さで進行させる、つまり、ある程度の電流を得るためには、電極の電位をさらに余分にずらす必要がある。白金電極を用いて酸素を水に還元する場合はおよそ0.8V以下にしなければならず、平衡電位よりも0.4V程度の過剰な電圧が必要となる。
過電圧は、反応物質の活性化に余計なエネルギーが消費されるための活性化過電圧（かっせいかかでんあつ、activation overpotential、activation overvoltage）、電極表面での反応種の濃度と溶液内部での濃度が異なるために生じる濃度過電圧（のうどかでんあつ、concentration overpotential、concentration overvoltage、又は拡散（濃度）過電圧）、電極表面での抵抗から生じる抵抗過電圧の3つの合計値からできている。
上記の酸素の還元反応は、燃料電池で利用されている。しかし、ある程度の電流を取り出す場合、酸素還元反応の過電圧が大きくなるために電池の端子電圧が起電力よりも低くなってしまう。したがって、過電圧をより小さくするために、活性の高い電極触媒の開発が活発に行われている。

## 過電圧の応用
過電圧は効率を低下させる悪者とみなされがちだが、目的外の物質の過電圧を高く設定することができれば、目的の物質を高純度で生成し、本来の酸化還元電位では生成されない物質を生成することもできる。
例えば、塩素/塩化物イオンの酸化還元電位は1.3595Vに対し、酸素/水の酸化還元電位は1.229Vであるため食塩水に通電すると一見酸素が生成されるように思えるが、実際には酸素/水の酸化還元反応は過電圧が大きいので、主反応として塩素を生成することができる。こうして作られた塩素は諸々の化学工業の原材料として役立てられる。
酸素より塩素を生成するため、酸素/水の反応の過電圧が大きく、塩素/塩化物イオンの過電圧が小さい二酸化ルテニウムを電極触媒とした電解装置が塩素の製造に用いられる。